# Prahran

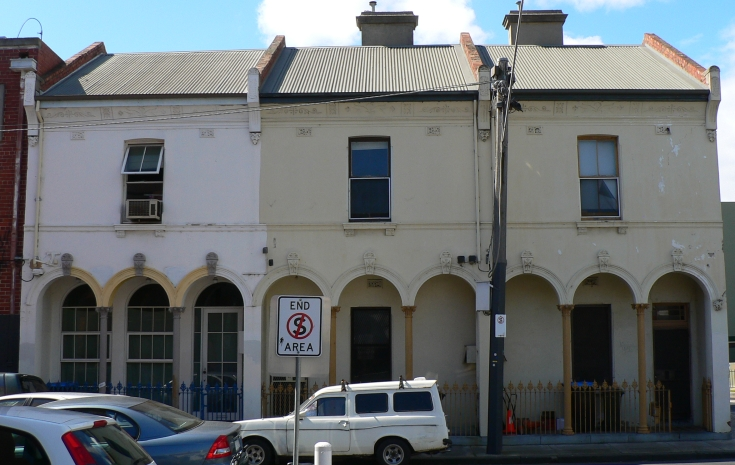

Prahran, também conhecido coloquialmente como Pran, é um subúrbio de Melbourne, Vitória, Austrália, localizado a 5 km a sudeste do distrito central de negócios da cidade. Sua área de governo local é a cidade de Stonnington. No Censo de 2006, Prahran tinha uma população de 10.651 pessoas. É uma parte de Melbourne com muitas lojas, restaurantes e cafés.